# Valdivia camerani
Valdivia camerani är en kräftdjursart som först beskrevs av Giuseppe Nobili 1896.  Valdivia camerani ingår i släktet Valdivia och familjen Trichodactylidae. IUCN kategoriserar arten globalt som livskraftig. Inga underarter finns listade i Catalogue of Life.